# Siphonodentalium okudai
Siphonodentalium okudai är en blötdjursart som beskrevs av Tadashige Habe 1953. Siphonodentalium okudai ingår i släktet Siphonodentalium och familjen Gadilidae. Inga underarter finns listade i Catalogue of Life.